# Гардар Гунльойсон
Гардар Бергман Гюнльойсон (на исландски Garðar Bergmann Gunnlaugsson, произнася се [g'ʉnːlɵʏɣsɔn], след идването му в България наричан Гари, често бащиното му име се произнася и пише неправилно като германска транскрипция Гунлаугсон) е бивш исландски футболист, централен нападател. Роден е на 7 септември 1983 г. в Акранес. Неговите по-големи братя близнаци Артнар Гунльойсон и Бярки Гунльойсон са също футболисти. Започва професионалната си кариерата в исландския ИА Акранес. От 2008 г. е играч на ЦСКА София. Той е първият исландски футболист играл в А ПФГ.

## В ЦСКА
Гунльойсон подписва с ЦСКА през август 2008 г. Дебютира за ЦСКА в мач от А ПФГ на 27 септември 2008 г. в срещата с ПФК Пирин Благоевград (Благоевград) като сменя в 75-а минута Евгени Йорданов. Отбелязва първия си гол за ЦСКА на 7 декември 2008 г. при победата с 5-0 срещу ФК Балкан (Ботевград) в осминфинална среща за купата на България.

## Семеен живот
Женен е за исландския секссимвол и модел Аустис Раун Гюнарсдоухтир. От съвместния си брак има три деца: Роберт, Хектор и Виктория. През 2003 г. Гунльойсон печели класацията за мъж на годината в Исландия.